# マディ・プライヤー
マディ・プライヤー (Madelaine Edith "Maddy" Prior、MBE、1947年8月14日 - ）は、イングランド出身の女性フォークシンガーであり、スティーライ・スパンのリードボーカルとして最もよく知られている。プライヤーはブラックプールで生まれ、10代でセント・オールバンズに引っ越した。父親のアラン・プライヤーは警察ドラマ『Z-Cars』の共同制作者だった。プライヤーはスティーライ・スパンのベーシスト、リック・ケンプと結婚しており、娘のローズ・ケンプも歌手である。息子のアレックス・ケンプは父親と同じくギタリストで、父親に代わってスティーライ・スパンのベースを弾いている。
プライヤーはマック・マクラウドとのシンギング・デュオ「マック&マディ」の一員だった。その後、ティム・ハートと共演し2枚のアルバムを録音した後、1969年にスティーライ・スパンの結成に協力した。1997年にスティーライ・スパンを脱退したが、2002年に復帰して、以降はツアーに参加している。ジューン・テイバーとはシンギング・デュオのシリー・シスターズとして活動していた。2007年にはザ・カーニヴァル・バンドと、2012年と2013年にはジャイルズ・ルイン、ハンナ・ジェームズとツアーを行った。プライヤーはソロ・アーティストとして、これらのバンドやいくつかのコラボレーションでシングルやアルバムをリリースしている。彼女はカンブリア州ビーキャッスルのアートセンター「ストーンズバーン」を運営しており、そこでは住み込みコースを提供している。

## 生い立ち
ブラックプールで生まれたプライヤーは10代でセント・オールバンズに移り住み、そこで若き日のドノヴァン・レイッチやマック・マクラウドとパブ、ザ・コックで親交を深めた。後にマクラウドとのデュオ「マック&マディ」を結成した。プライヤーはレヴァランド・ゲイリー・デイヴィスを含むアメリカ人ミュージシャンたちのローディーを務めた。彼らは彼女にアメリカの歌ではなくイギリスのフォークソングを歌うことについて有益なアドバイスを与えた。彼女の父アラン・プライヤーは警察ドラマ『Z-Cars』の共同制作者であり、テレビ用に腕をスリング吊った少年を描いた6部作のシリーズ『Stookie』を執筆した。マディが歌ったタイトル曲は1985年にシングルとしてリリースされた。この曲はスティーライ・スパンのアルバム『A Rare Collection 1972 - 1996』に再録された。

## 歌手としてのキャリア
マック・マクラウドとのマック&マディ (ザ・コック・パブで結成された別のアクト)での短い活動の後、1966年には同じくセント・オールバンズ在住のティム・ハートとの共演を始め、2枚のアルバムを録音した後、1969年にスティーライ・スパンの創設メンバーとなった。1980年代初頭、体調不良によりハートが半引退を余儀なくされるまで、彼らはグループのバックボーンとして活躍していた。プライヤーはタンバリン、スプーンズ、ウクレレを演奏しており、彼女の個々のダンスはいつも軽快なパフォーマンスを提供している。1974年、ラルフ・マクテルが彼女に敬意を表して「Maddy Dances」を書き、アルバム『Easy』に収録した。
プライヤーはベーシストのリック・ケンプと結婚したが、その後離婚している。歌手のローズ・ケンプは彼らの娘である。
プライヤーは、セッション・ワークや、自身の曲で構成されるアルバムを、ザ・カーニヴァル・バンドとの共演による中世西洋音楽から、ブリテッシュ・フォーク・ロック（スティーライ・スパンとマディ・プライヤーは、BBC 4のレギュラー番組『Electric Folk』でテレビ出演している）、プログレッシブ・ロック、トラディショナル・ソングまで様々なスタイルでレコーディングした。そこにはマイク・オールドフィールドのアルバム『呪文』のセッション・ワークも含まれていた。1997年にスティーライ・スパンを脱退したが、2002年に復帰。1999年のアルバム『The Journey』はマディがまだバンドに在籍していた1995年に録音されたが、4年後にリリースされた。また、彼女はデュオ「シリー・シスターズ」の片割れでもあり、ジューン・テイバーのキャリアを後押しした。
2003年以来、プライヤーはカンブリア州のストーンズ・バーンというアートセンターを運営している。アビー・レイスや娘のローズ・ケンプなどの歌手やパフォーマーたちと協力して、歌、瞑想、料理、パフォーマンスに焦点を当てた滞在型コースを提供しています。他の教師が主催するイベントには、インド古典舞踊、絵画、ドラムなどがある。プライヤーは慈善団体「キャンサーリサーチUK」を代表してキャンペーンを行っている。

## 近年のツアーとアルバム
マディ・プライヤーは2007年5月、ザ・カーニヴァル・バンドと共に「酒場と礼拝堂のための音楽」ツアーに参加した。彼らの作品に大きな影響を与えた人物の一人であるチャールズ・ウェスレーの生誕300周年を祝った。2007年8月にはカンブリア州で開催されたソルフェスト・フェスティバルにレヴェラーズと共にゲスト出演した。最近のアルバムでは、トロイ・ドノックリーが共同プロデューサーを務めている。
2007年12月にアルバム『Ringing The Changes』がリリースされた。このアルバムはバンドが書いた曲を集めたものである。2008年、マディ・プライヤーはBBCの『エレクトリック・プロムス』に出演した。スティーライ・スパンは2009年からアメリカ東部、オーストラリア、イギリスでツアーを行った。
ジャイルズ・ルーイン、ハンナ・ジェームズと共に、2012年春と秋に2度の英国ツアーを成功させ、2013年秋には3度目の英国ツアーを成功させた。
2013年11月と12月、10月にテリー・プラットシェット卿の同名小説を原作としたアルバム『Wintersmith』をリリースした後、スティーライ・スパンとの「Wintersmith」ツアーを行った。
11月と12月に行われるザ・カーニヴァル・バンドとの短いツアーでは、キャロルや季節の音楽が演奏され、近年プライヤーの定番となっている。

## 受賞
2001年、マディ・プライヤーはフォーク音楽への貢献によりMBEを授与された。2014年にはカンブリア大学から名誉フェローシップを授与された。

## ディスコグラフィ

### ソロ・アルバム
- 『ウーマン・イン・ザ・ウィングス』 - Woman in the Wings (1978年) ※ジェスロ・タルが協力
- Changing Winds (1978年)
- Hooked on Winning (1982年)
- Going for Glory (1983年)
- Year (1993年)
- Flesh and Blood (1997年)
- Ravenchild (1999年)
- Ballads and Candles (2000年)
- Arthur the King (2001年)
- Lionhearts (2003年)
- The Quest (2007年) ※CD&DVD
- Seven for Old England (2008年)

### コンピレーション
- Memento (1995年)
- Collections 1995 – 2005 (2005年)

### ソロ・シングル
- "Rollercoaster" / "I Told You So" (1978年)
- "Baggy Pants" / "Woman in the Wings" (1978年)
- "Just the Two of Us" / "Acappella Stella" (1979年)
- "Wake up England" / "Paradise" (1980年)
- "The King" / "Ringing Down the Years" (1980年) ※with デイヴ・コーシン (ストローブス)
- "To Face" / "Half Listening" (1982年)
- "Deep in the Darkest Night" / "Western Movies" (1983年)
- "Stookie" / "Incidental Music From "Stookie"" (1985年)
- "Happy Families" / "Who's Sorry Now?" (1990年)
- "I Saw Three Ships" / "Quem Pastores" / "Monsieur Charpentier's Christmas Swing" (1991年) ※with ザ・カーニヴァル・バンド
- "I Saw Three Ships (Dance Doctor's Christmas Re-Mix)" / "The Boar's Head" / "Poor Little Jesus" (1992年)
- "All Around My Hat" (1996年) ※with ステイタス・クォー No 47
- "Forgiveness" (2000年) ※ジェニファー・カッティング・オールスターズ
- "Gaudete" / "Greenwood Side" / "Gaudete (extended mix)" (2001年) ※with ケルティック・フュージョン、マディの声はサンプリング
- "Stuff" (2007年) ※with ザ・カーニヴァル・バンドおよびテリー・ジョーンズ
- "Secret Garden" (2007年) ※Excalibur II - The Celtic Ring、アラン・サイモンによるプロデュースと作曲

### マディ・プライヤー & ザ・カーニヴァル・バンド
- A Tapestry of Carols (1987年)
- Sing Lustily and with Good Courage (1990年)
- Carols and Capers (1991年)
- Hang Up Sorrow and Care (1995年)
- Carols at Christmas (1996年)
- Gold Frankincense and Myrrh (2001年)
- An Evening of Carols and Capers (2005年)
- Paradise Found (2007年)
- Ringing the Changes (2007年)
- Vaughan Williams Carols Songs & Hymns (2010年)
- A Christmas Caper: The Best of Maddy Prior & the Carnival Band (2012年)

### マディ・プライヤー & ザ・ガールズ
- Bib and Tuck (2002年)
- Under the Covers (2005年)

### 映像
- Ballads and Candles (2004年)
- An Evening of Carols and Capers (2005年)
- Looking For a Grail Legend (2007年) ※ドキュメンタリー

### 連名作品

#### ティム・ハート & マディ・プライヤー
- Folk Songs of Olde England vol 1 (1968年)
- Folk Songs of Olde England vol 2 (1968年)
- 『サマー・ソルスティス』 - Summer Solstice (1971年)

#### マディ・プライヤー & ジューン・テイバー
- Silly Sisters (1976年)
- No More To The Dance (1988年)

#### マディ・プライヤー、ジョン・カークパトリック・アンド・シドニー・カーター
- Lovely in the Dances (1981年)

#### マディ・プライヤー & リック・ケンプ
- Happy Families (1990年)

#### マディ・プライヤー & マーティン・カーシー
- Beat the Retreat (1994年) ※リチャード・トンプソンのトリビュートアルバム。プライヤーとカーシーは「Farewell, Farewell」「The Great Valerio」を演奏

#### マディ・プライヤー、ガイルズ・レウィン・アンド・ハンナ・ジェイムズ
- 3 for Joy (2012年)
- Shortwinger (2017年)

### 参加作品

#### スティーライ・スパン
プライヤーは『ハーク! ザ・ヴィレッジ・ウェイト』(1970年)から『タイム』(1996年)までのスティーライ・スパンの全アルバムに参加している。その後、『Present - The Very Best of Steeleye Span』(2002年)とそれ以降のアルバムに参加している。

#### その他
- シャーリー・コリンズ : No Roses (1971年)
- ジャック・ザ・ラッド : It's Jack the Lad (1974年)
- ラルフ・マクテル : Streets... (1975年)
- ジェスロ・タル : 『ロックンロールにゃ老だけど死ぬにはチョイと若すぎる』 - Too Old to Rock 'n' Roll: Too Young to Die! (1976年)
- ウィズ・ジョーンズ : Magical Flight (1977年)
- マンダラバンド : 『アイ・オブ・ウェンダー (魔石ウェンダーの伝説)』 - The Eye of Wendor: Prophecies (1978年) ※「Like the Wind」に参加
- マイク・オールドフィールド : 『呪文』 - Incantations (1978年)
- マイク・オールドフィールド : 『エクスポウズド』 - Exposed (1979年) ※ライブ
- ティム・ハート・アンド・フレンズ : My Very Favourite Nursery Rhymes (1981年)
- ティム・ハート・アンド・フレンズ : The Drunken Sailor and other Kids Favourites (1983年)
- スワン・アーケイド : Diving for Pearls (1986年)
- Ayuo : 『ノヴァ・カルミナ』 - Nova Carmina (1986年) ※2曲に参加
- フランキー・アームストロング : Till The Grass O'Ergrew The Corn (1996年)
- ステイタス・クォー : Don't Stop (1996年)
- レヴ・ハンマーズ・フリーボーン・ジョン : The Story of John Lilburne-The Leader of the Levellers (1997年)
- ジェニファー・カッティング : Ocean: Songs for the Night Sea Journey (2005年)
- レヴ・ハンマー : Freeborn John Live (2007年)

## テレビ
- BBC Wildlife on One: Shadow of the Hare 1993年4月12日